# A Flydubai 981-es járatának katasztrófája
A Flydubai dubaji légitársaság 981-es Dubajból Rosztov-na-Donuba tartó menetrend szerinti járata 2016. március 19-én leszállás közben a futópályába csapódott. Az A6-FDN lajstromjelű Boeing 737-800-as típusú repülőgép a becsapódást követően összetört és kigyulladt. A gépen tartózkodó 55 utas és 7 főnyi személyzet a katasztrófát nem élte túl. A Flydubai légitársaságnak ez volt az első halálos áldozattal járó tragédiája a 2009-es indulása óta.

## Események

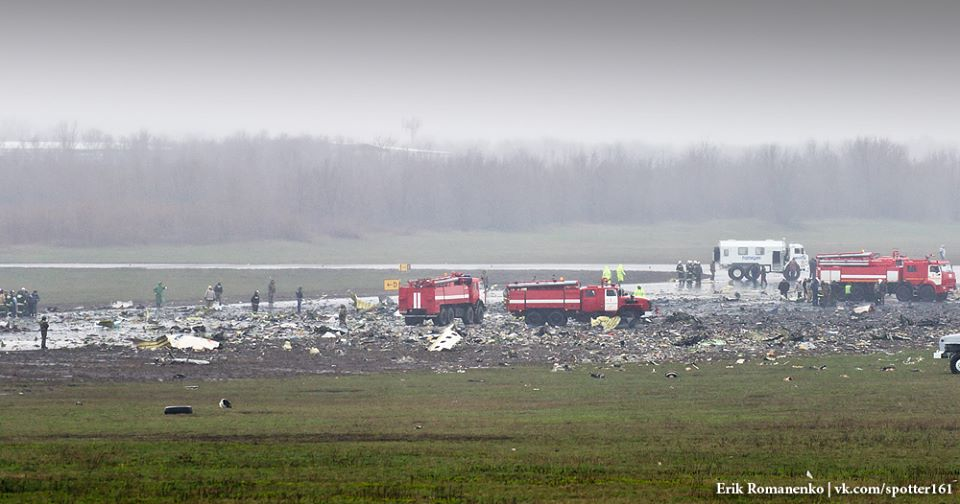
A becsapódás utáni állapot a rosztovi repülőtér pályáján

A járat helyi idő szerint 21:45-kor szállt fel a Dubaji nemzetközi repülőtérről, majd szintén helyi idő szerint 1:20-kor kellett volna leszállnia Rosztov repülőterén. Azonban Rosztovban épp rossz idő volt, ezért a pilóták megszakították a leszállást, közel két órát köröztek a repülőtér körül, mikor bejelentették, hogy ismét megpróbálják a leszállást. Ekkor, eddig tisztázatlan okokból a gép a 22-es futópályába csapódott.

## A gép
A 981-es járatot teljesítő, A6-FDN lajstromjelű Boeing 737-8KN-es gépet a társaság 2010 decemberében vette át a gyártótól.

## Az utasok és a személyzet
A gépen 55 utas tartózkodott, közülük 4 gyermek. A személyzet 7 főből állt.

### Személyzet
A gép kapitánya a 38 éves, ciprusi származású Aristos Sokratous, aki 5965 repült órával rendelkezett. A másodpilóta a 37 éves, spanyol származású Alejandro Cruz Alava, aki a kapitánnyal szinte azonos repült órával rendelkezett, 5769 órával.

### Az utasok
| Állampolgárság     | Utasok | Személyzet | Összesen |
| ------------------ | ------ | ---------- | -------- |
| Oroszország        | 44     | 1          | 45       |
| Ukrajna            | 8      | 0          | 8        |
| India              | 2      | 0          | 2        |
| Üzbegisztán        | 1      | 0          | 1        |
| Spanyolország      | 0      | 2          | 2        |
| Kolumbia           | 0      | 1          | 1        |
| Ciprus             | 0      | 1          | 1        |
| Kirgizisztán       | 0      | 1          | 1        |
| Seychelle-szigetek | 0      | 1          | 1        |
| Összesen           | 55     | 7          | 62       |

## A katasztrófa okai

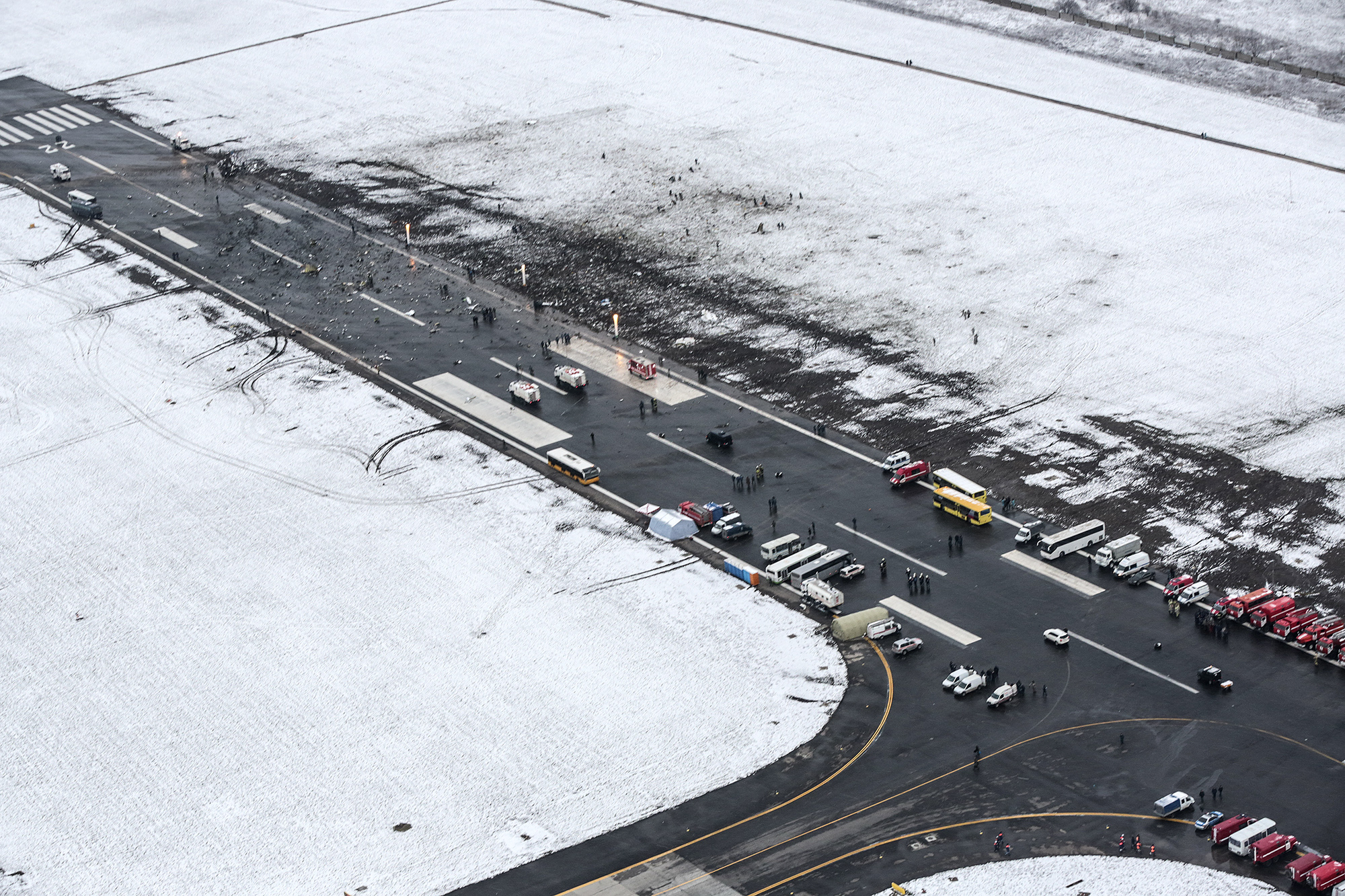
A rosztovi reptér madártávlatból a nagyobb roncsok elszállítása után

A gép lezuhanását megelőzően egy kisebb gép háromszor próbálkozott meg leszállni a repülőtérre, de a rossz időjárási viszonyok miatt inkább más repülőtérre ment át. Felvetődik a kérdés, hogy a 981-es járat személyzete miért nem választott másik repülőteret a rossz idő miatt? A baleset bekövetkezte után a kivizsgálók hamar, pár óra alatt megtalálták a gép fekete dobozait, melyet azonnal elküldtek kivizsgálásra.
A közlekedésbiztonsági hatóság vezetője szerint a gép pilótája a második leszállási kísérlet során újra megpróbálta megszakítani a leszállást, de ekkor a gép balra dőlt, majd függőlegesen a futópályába csapódott. A nyomozók két lehetséges okra gyanakodtak: vagy a pilóta hibázott vagy pedig a magassági kormány beragadt. Felmerült két további lehetséges okként a hirtelen, függőleges széllökés (ami a repülőtérre jellemző), továbbá a gépet vezető pilóta fáradtsága (a pilóta már a felmondási idejét töltötte). Egy névtelenül nyilatkozó Flydubai pilóta elmondása szerint a pilóták túlterheltek, és nem tudják kipihenni magukat.
A végleges jelentésben a vizsgálat szerint az ok a helytelen repülőgép-konfiguráció volt, a pilóta hibája és az éjszakai viharviszonyok között a parancsnok elvesztette a helyzetérzékelését. Az átstartoláskor a gép a szélnek és a súlyának nem megfelelő módon túl nagy tolóerőt használt, ezért emelkedett fel hirtelen az orra, és következett be a függőleges becsapódás.

## Reakciók

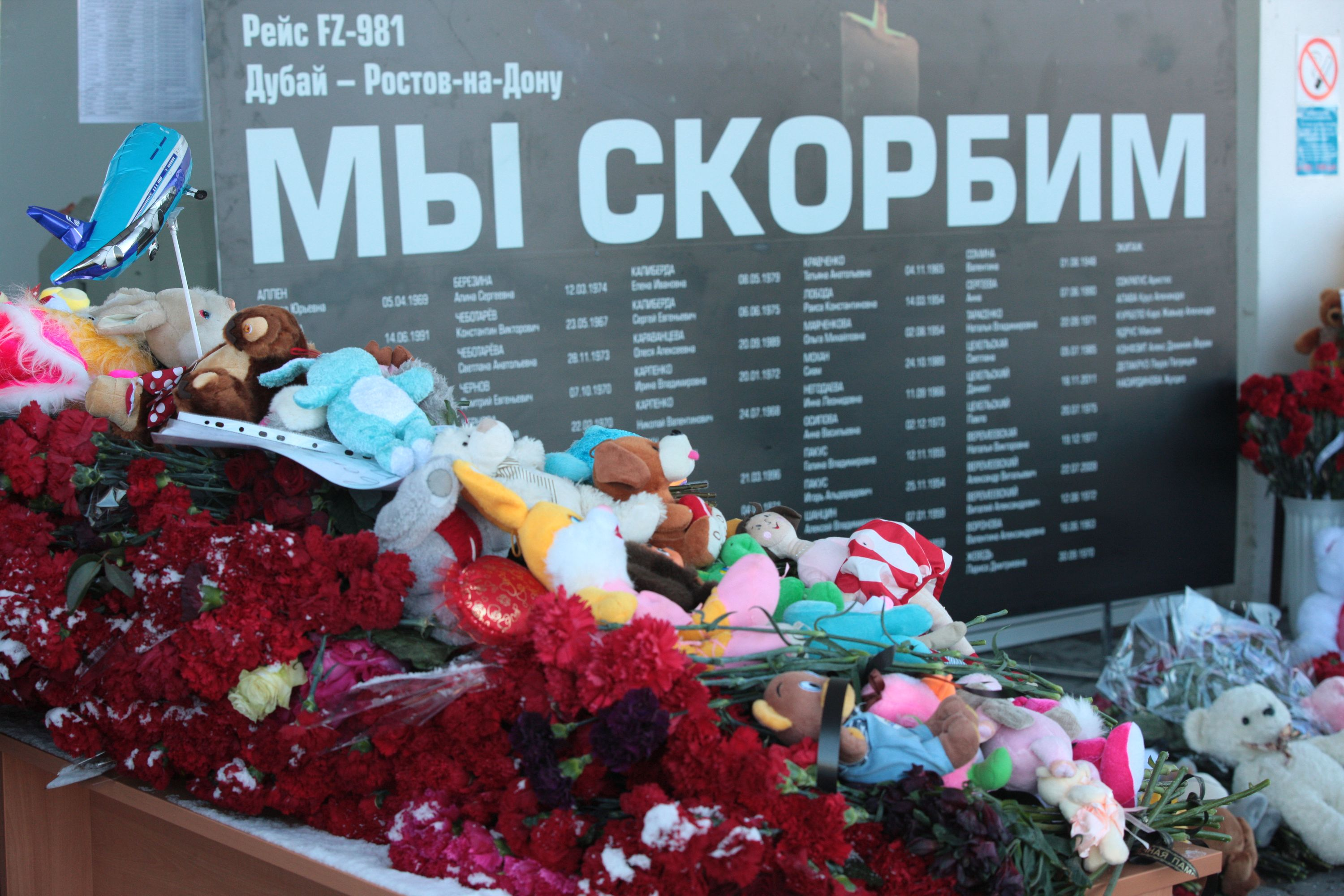
A baleset helyén létrehozott emlékmű az áldozatok neveivel

Az orosz állam utasonként 15 ezer dollárt, míg a légitársaság 20 ezer dollárt fizet ki az áldozatok hozzátartozóinak. A baleset után Szergej Szarickij, a Rosztransznadzor közlekedésbiztonsági hatóság megbízott vezetője kijelentette, hogy szigorítják a diszkont légitársaságok ellenőrzését.